# Sambas & Mais Sambas
Sambas & Mais Sambas é o décimo-quarto álbum de estúdio da cantora e compositora brasileira Elza Soares, lançado em 1970 pela Odeon e com produção musical de Milton Miranda e Lyrio Panicali.

## Contexto e produção
Com produção musical de Milton Miranda e Lyrio Panicali e arranjos de Nelsinho, o álbum traz composições de Wilson Simonal, Jorge Ben Jor, Paulinho da Viola, Ronaldo Bôscoli, Carlos Imperial e outros. Neste período, Elza vivia um período turbulento em sua vida pessoal, sobretudo pela ditadura militar que, mais tarde, a fez se mudar para a Itália em exílio.

## Lançamento
Sambas & Mais Sambas foi lançado em 1970 pela Odeon em vinil.
A obra foi relançada em CD em 2003 dentro da caixa Negra, com direção de Marcelo Fróes. Nesta versão de relançamento, foram incluídas mais 4 faixas que não estavam presentes no álbum original: "Capoeira", "Mestre-Sala", "Sei Lá, Mangueira" e "Folhas no Ar".

## Faixas
A seguir lista-se as faixas de Sambas & Mais Sambas:
Lado A
1. "Mas Que Nada"
2. "Recado"
3. "Dá-me tuas mãos"
4. "Vejam só"
5. "Pressentimento"
6. "Máscara da face"

Lado B
1. "Tributo a Martin Luther King"
2. "Comunicação"
3. "Maior é Deus"
4. "Tributo a Dom Fuas"
5. "Seu José"
6. "Meu consôlo é você"